# Čabová

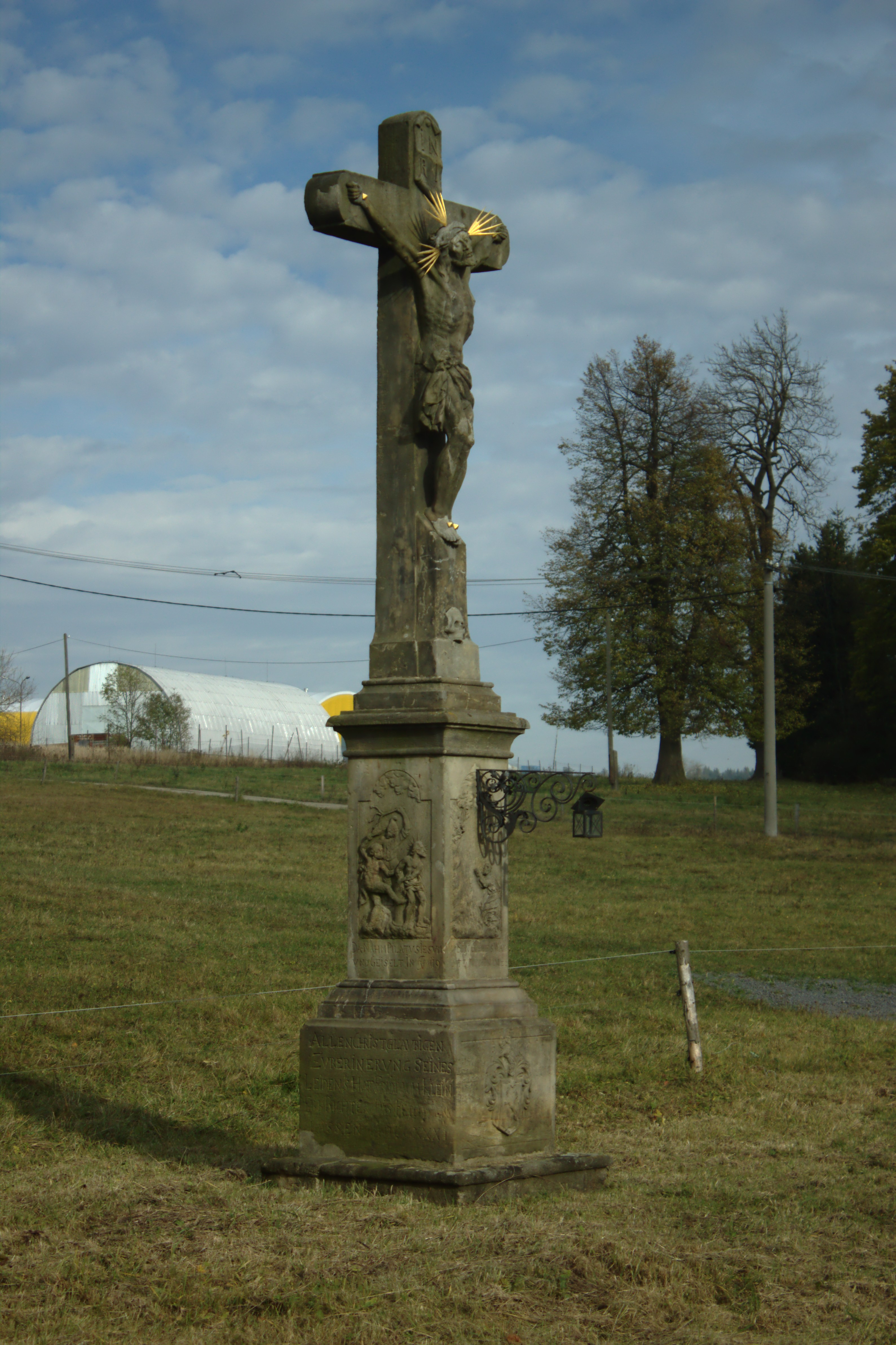
Wegekreuz in Čabová

Čabová (deutsch Brockersdorf) ist ein Gemeindeteil von Moravský Beroun (deutsch Bärn) im Okres Olomouc in Tschechien.
Das Dorf liegt circa einen Kilometer nordöstlich von Moravský Beroun an der Silnice I/46.

## Geschichte
1798 wurde die beim Brand des Schlosses Karlsberg zerstörte Karlsberger Brauerei in Brockersdorf neu aufgebaut.
Nach dem Münchner Abkommen im September 1938 wurde Brockersdorf dem Deutschen Reich zugeschlagen und gehörte bis 1945 zum Landkreis Bärn.
Die deutschen Bewohner wurden 1945 enteignet und größtenteils vertrieben. 1960 erfolgte die Eingemeindung nach Moravský Beroun.